# Лу-Юхансон, Ивар

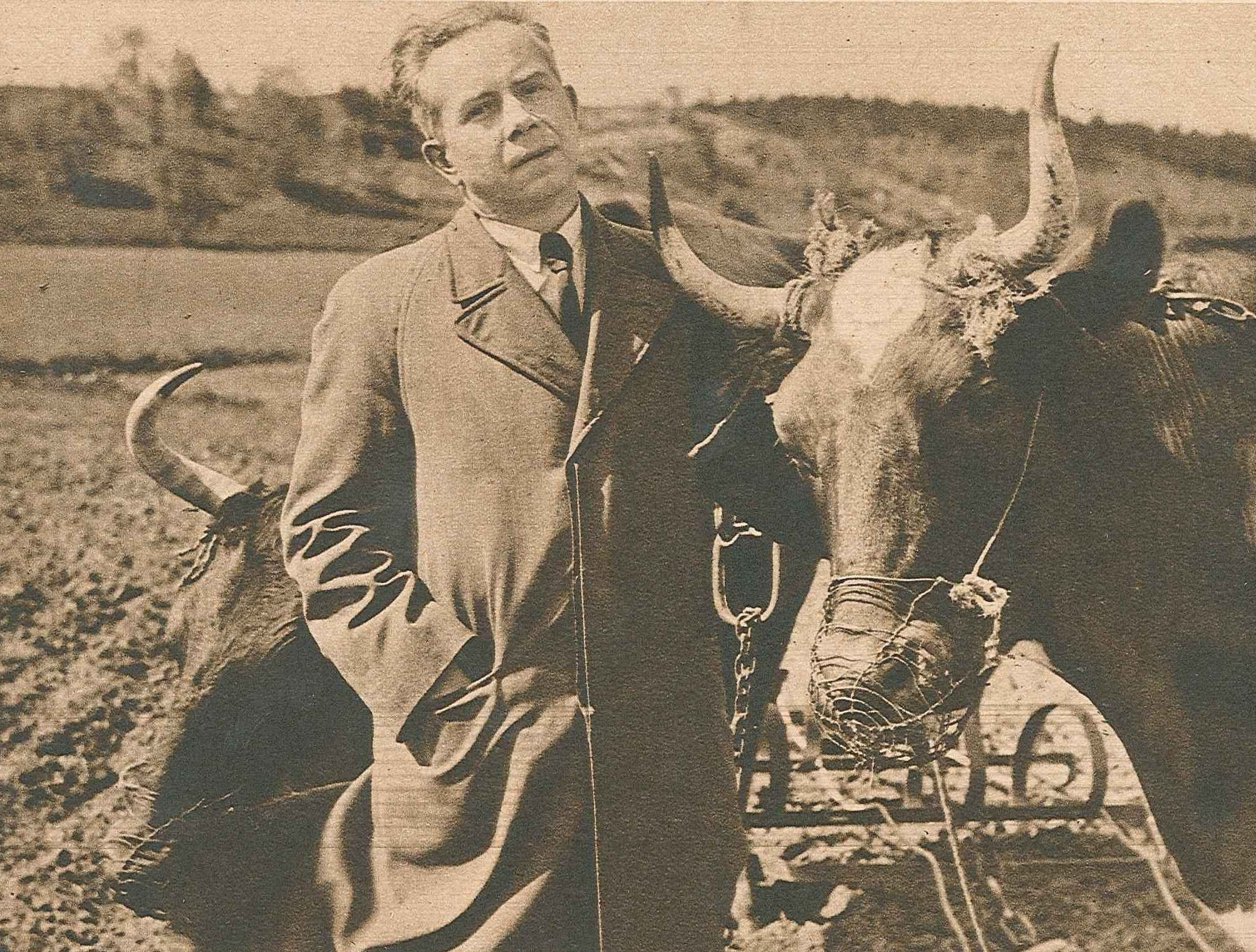
Ивар Лу-Юханссон на селе. Приблизительно 1940 год.

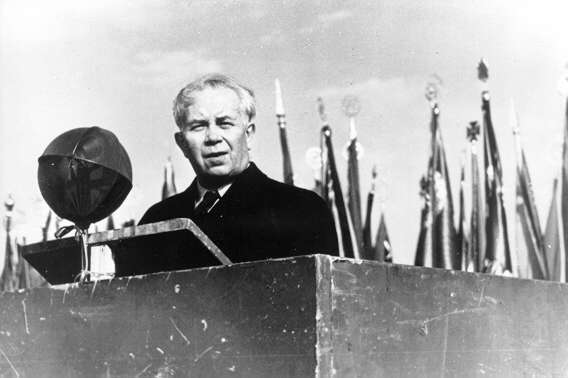
Выступление Ивара Лу-Юханссона на Первомае 1956 года.

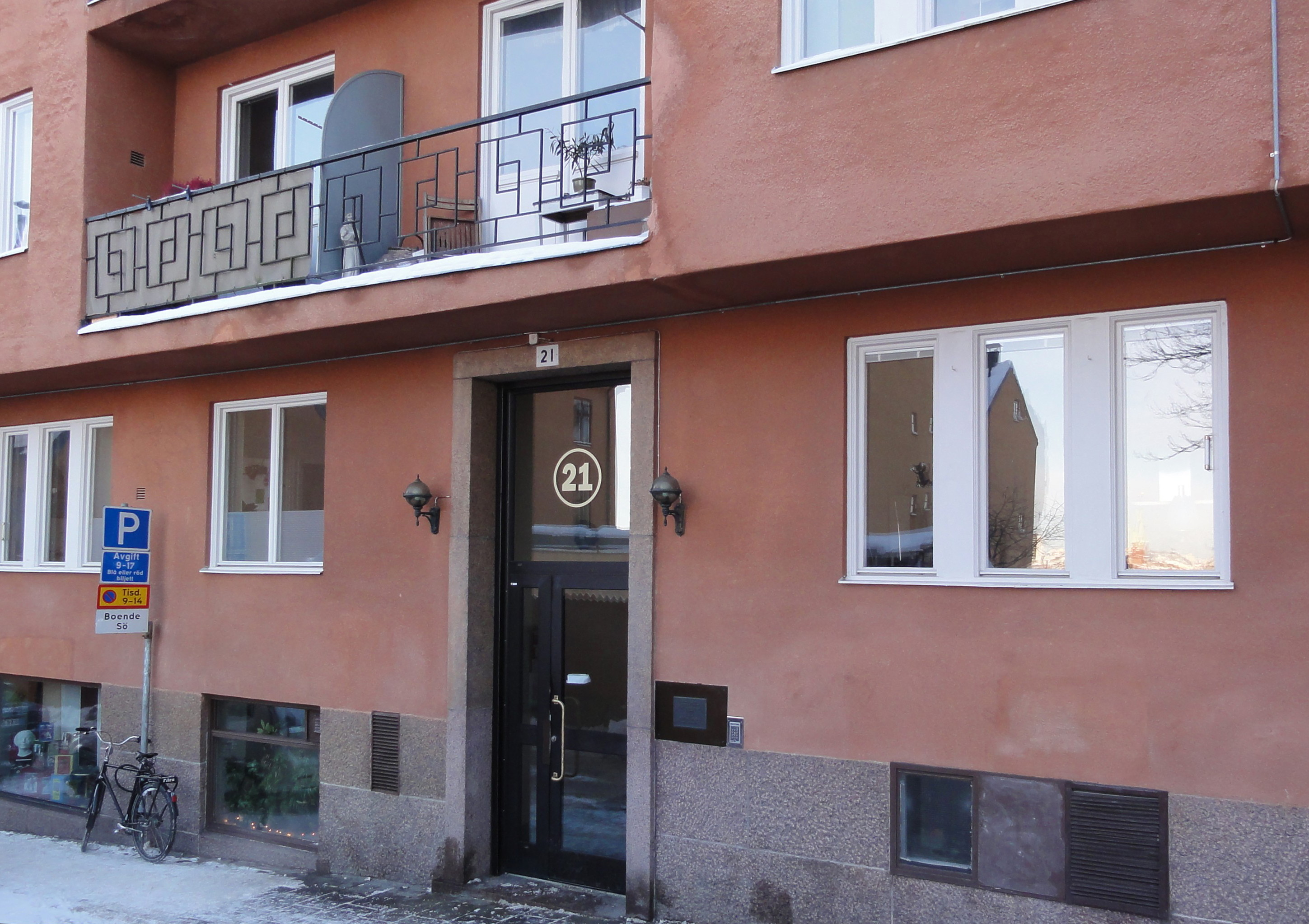
Дом Ивара Лу-Юханссона (дом № 21 на улице Бастугатан. Теперь это музей его имени.

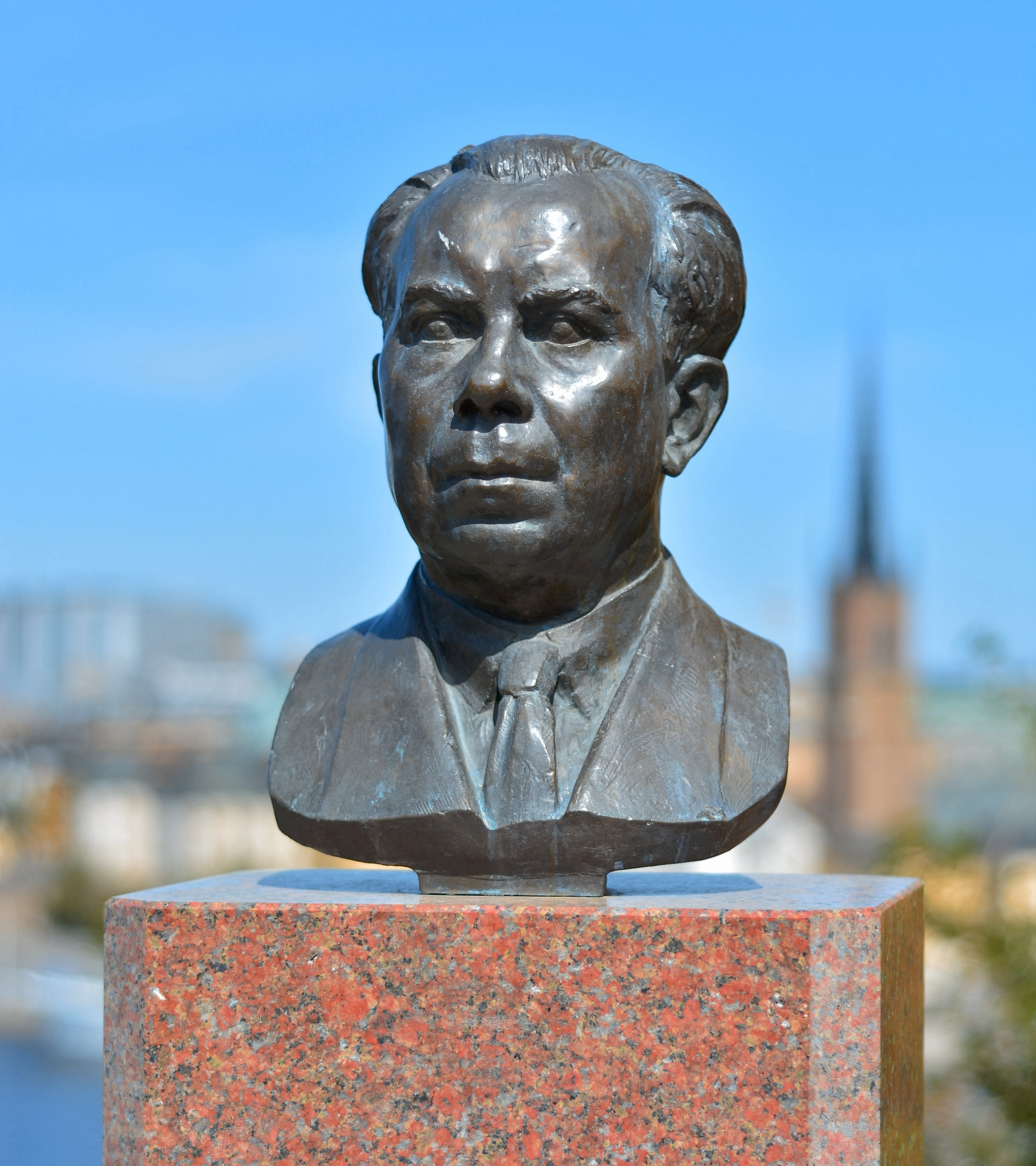
Бюст Ивара Лу-Юханссона, поставленный в парке, названном именем этого писателя.

Ивар Лу-Юханссон, Карл Ивар Янссон, или же Карл Ивар Лу (швед. Ivar Lo-Johansson, Karl Ivar Jansson, Karl Ivar Loe 23 февраля 1901, Эсму, Швеция — 11 апреля 1990, Стокгольм, Швеция) — шведский писатель. Первая часть двойной фамилии, которой он подписывал свои произведения, — это так называемое солдатское прозвище. В шведской армии употребляли такие прозвища, чтобы различать многочисленных однофамильцев.

## Жизнеописание и творчество
Ивар Лу-Юханссон родился в местности Одала, недалеко от города Эсму в Сёдерманланде. Был поздним ребенком: родители Юхан Готтфрид Янссон (1857—1932) и Анна Ловиса Андерсдоттер (1863—1937) поженились еще в 1884 году. В 1909 году Ивар сдал экзамен в школе Сленгкрука, что в Эсму, и получил начальное образование в школе Вестра скула в городе Вестерханинге. В 1911 году его семья приобрела дом Юргордсгринд в Тунгельсте. С 1917 по 1918 Ивар посещал зимние курсы при школе в Тунгельсте. В 1919—1921 годах работал подёнщиком, лесорубом, посыльным, почтальоном и странствующим торговцем. С 1920 по 1921 он учился на общеобразовательных курсах при школе в Вестерханинге. В 1922 года отбыл воинскую повинность в Свейском пехотном полку. В 1922—1924 годах работал каменщиком в Стокгольме. Одновременно подрабатывал как журналист в Сёдертёрне. В 1923 года был вынужден продать на аукционе дом своих родителей.
В 1925 году Ивар отправился в заграничное путешествие, длившееся до 1929-го. Жил в Берлине и Париже (там он, в частности, познакомился с Эйвиндом Юнсоном, посетил Италию, Испанию, Великобританию, жил среди цыган в Венгрии. В 1927 году в Париже Ивар Лу-Юханссон дебютировал книгой «Жизнь бродяги во Франции».
В 1931 году началось сотрудничество Ивара Лу с художником Свеном Эксетом Эрикссоном в оформлении обложек произведений, которое длилось три десятилетия. В следующем году вышел первый роман «Мона умерла». В 1933—1943 годах литератор издавал свой цикл о шведских батраках и подёнщиках, который начался со «Спокойной ночи, земля» и закончился на «Тракторе».
В 1934 года Лу-Юханссон переселяется в дом № 21 стокгольмской улицы Бастугатан, где жил до самой смерти. В 1936—1942 он путешествует в сельскохозяйственных провинциях, тесно сотрудничая с профсоюзной газетой «Сельский рабочий».
В 1937 году в Дании выходит сборник рассказов о жизни наёмный рабочих «Статары». Произведения начинают также выходить в Норвегии. В 1940 вышел в свет первый славянский перевод — «Спокойной ночи, земля» на чешском языке.
В 1941 произведения Лу-Юханссона впервые были опубликованы большим тиражом в так называемых народных издательствах. Это «Только мать» (ABF.s serie, 18 000 экземпляров) и сборник рассказов «Статары» (№ 6 в FiB:s folkböcker, 60 000 экземпляров).
В 1943 году режиссёр Ёста Седерлунд экранизировал «Королевскую улицу» (швед. Kungsgatan).
В 1949 году в газете Vi («Мы») печатаются репортажи Ивара Лу-Юханссона и фотографа Свена Ёрлоса о шведских богадельнях. Тогда же начинаются радиопередачи на эту тему. Экранизировано произведение «Только мать» (режиссёр Альф Шёберг). В 1951—1960 годах литератор публиковал цикл «Автобиография пролетарского писателя», который начался романом «Неграмотный».
В 1952 Ивара Лу-Юханссона награждают Медалью BMF под девизом «Твоя книга, наш выбор», а в следующем году он получает две награды — шведско-норвежскую Премию Доблоуга и Большую поощрительную литературную премию.
Известный своей активной гражданской позицией, 1 мая 1956 года писатель произнес на митинге в Стокгольме речь о Швеции-богадельне.
В 1960 году начат цикл мировоззренческих произведений романом «Голубая дева», в котором Ивар Лу-Юханссон описал свою совместную жизнь с писательницей Сарой Лидман во второй половине 1950-х годов.
В 1961 профсоюз сельскохозяйственных рабочих учреждает «Стипендию Ивара Лу-Юханссона».
1964 году писатель стал почётным доктором Уппсальского университета.
В 1966 года началось длительное сотрудничество со Свеном Юнгбергом в оформлении обложек книг Лу-Юханссона.
В 1978-м писатель начал цикл романов произведением «Зрелость», который наградили Литературной премией Северного совета. В этом же году в Стокгольме Улом Хольмгрен была впервые защищена докторская диссертация, темой которой стало творчество Ивара Лу-Юханссона.
В 1979 года на телевидении вышла экранизация «Спокойной ночи, земля».
В 1986 был учреждён Стипендиальный фонд Ивара Лу-Юханссона, или же Премия Ивара Лу. Сам писатель и стал первым лауреатом награды. В конце этого года у него был обнаружен запущенный сахарный диабет 2-го типа. Впоследствии врачи констатировали еще и рак простаты. 11 апреля 1990 Лу-Юханссон умер в стокгольмской больнице «Ёршта». В его завещании было указано об учреждении литературной награды, названной именем писателя, — Личной премии Ивара Лу-Юханссона. Распорядителями фонда писатель назначил Союз писателей Швеции, Шведскую академию и Образовательную ассоциацию рабочих (швед. Arbetarnas bildningsförbund, ABF).

## Произведения
- Vagabondliv i Frankrike (1927) — «Жизнь бродяги во Франции»
- Kolet i våld. Skisser från de engelska gruvarbetarnas värld (1928) — «Насилие угля. Очерки из жизни английских горняков»
- Ett lag historier (1928) — «Рассказы об одной смене»
- Nederstigen i dödsriket. Fem veckor i Londons fattigvärld (1929) — «Упадок в царстве смерти. Пять недель в лондонском мире нищеты»
- Zigenare. En sommar på det hemlösa folkets vandringsstigar (1929) — «Цыган. Лето путешествия бездомных»
- Mina städers ansikten (1930) — «Лицо моих городов»
- Jag tvivlar på idrotten (1931) — «Мои сомнения по поводу спорта»
- Ur klyvnadens tid (1931) — «Из расщепленного времени»
- Måna är död (1932) — «Мона умерла»
- Godnatt, jord (1933) — «Спокойной ночи, земля»
- Kungsgatan (1935) — «Королевская улица»
- Statarna (1936—1937) — «Статары»
- Jordproletärerna (1941) — «Пролетарии земли»
- Bara en mor (1939) — «Просто мать»
- Traktorn (1943) — «Трактор»
- Geniet (1947) — «Гений»
- En proletärförfattares självbiografi (1951—1960) — «Автобиография пролетарского писателя»
  - Analfabeten (1951) — «Неграмотный»
  - Gårdfarihandlaren (1953) — «Странствующий торговец»
  - Stockholmaren (1954) — «Стокгольмец»
  - Journalisten (1956) — « Журналист»
  - Författaren (1957) — «Писатель»
  - Socialisten (1958) — « Социалист»
  - Soldaten (1959) — «Солдат»
  - Proletärförfattaren (1960) — «Пролетарский писатель»
- Lyckan (1962) — «Счастье»
- Astronomens hus (1966) — «Дом астронома»
- Elektra. Kvinna år 2070 (1967) — «Электра. Женщина 2070 года»
- Passionssviten (1968—1972) — «Эпос о страсти»
  - Passionerna (1968) — «Страсти»
  - Martyrerna (1968) — «Мученики»
  - Girigbukarna (1969) — «Скупцы»
  - Karriäristerna (1969) — «Карьеристы»
  - Vällustingarna (1970)
  - Lögnhalsarna (1971) — «Ложь»
  - Vishetslärarna (1972) — «Наставники»
- Ordets makt (1973) (сборник рассказов с историческим мотивом) — «Сила слова»
- Furstarna (1974) — «Князья»
- Lastbara berättelser (1974) — «Развратные рассказы»
- Memoarer (1978—1985) — «Мемуары»
  - Pubertet (1978) — « Зрелость»
  - Asfalt (1979) — «Асфальт»
  - Tröskeln (1982) — «Порог»
  - Frihet (1985) — «Свобода»
- Till en författare (1988) — «Писателю»
- Skriva för livet (1989) — «Писать о жизни»
- Blå Jungfrun. En roman om diktens födelse (посмертно, 1990) — «Голубая дева. Роман о рождении поэзии»
- Tisteldalen Dikter (посмертно, 1990) — «Стихи из репейной долины»

### Киносценарии
- 1943 — Kungsgatan — «Королевская улица»
- 1949 — Bara en mor — «Просто мать»

## Память
- 1961 — учреждена стипендия Ивара Лу-Юханссона
- 1964 — почётный докторат Уппсальского университета
- 1986 — учрежден Стипендиальный фонд Ивара Лу-Юханссона (Премия Ивара Лу)
- 1990 — в Стокгольме именем Ивара Лу назван парк
- 1991 — открыт литературный музей в стокгольмском доме Ивара Лу-Юханссона (Бастугатан, 21)
- 1991 — в парке имени Ивара Лу поставлен бюст писателя